# Буало-Нарсежак
Буало́-Нарсежа́к (фр. Boileau-Narcejac) — колективний псевдонім творчого тандему, який утворили два французькі письменники — П'єр Луї Буало (28 квітня 1906, Париж, Франція — 16 січня 1989, Больє-сюр-Мер) і Тома Нарсежак (фр. Thomas Narcejac; при народженні П'єр Робер Еро, Pierre Robert Ayraud; 3 липня 1908, Рошфор-сюр-Мер — 7 червня 1998, Ніцца). Уславилися як видатні представники детективного роману, чиї твори екранізували Альфред Гічкок і Анрі-Жорж Клузо.

## П'єр Буало
П'єр Луї Буало народився 28 квітня 1906 року в Парижі.
Саме він першим став відомим як письменник.1932 року в журналі «Читання для всіх» з'явилися оповідання, герой яких — детектив Андре Брюнель — потім перекочував у роман Буало «Тремтячий П'єр» (1934).
Четверта книга Буало — «Відпочинок Вакха» — 1938 здобула приз французького конкурсу пригодницьких романів (фр. Prix du Roman d'Aventures) як найкращий детектив року.
Цього ж року почав писати П'єр Робер Еро (фр. Pierre Robert Ayraud) — майбутній Тома Нарсежак.

## П'єр Робер Еро (Тома Нарсежак)
П'єр Робер Еро народився 3 липня 1908 року в Рошфор-сюр-Мері.
До кінця 1940-х років викладав філософію (був професором університету), написав низку філософських праць. 1947 року випустив книгу «Естетика детективного жанру», куди увійшла, зокрема, критика творчості вже відомого на той момент письменника П'єра Буало. Після того, як сам Буало прочитав цю книгу, між ним і Еро почалося листування.

## Зустріч. Спільна творчість
1948 року на церемонії вручення Нарсежаку нагороди за кращий пригодницький роман (за «Смерть у від'їзді») письменники познайомилися, а через деякий час стали писати детективи разом, утворивши знаменитий творчий тандем «Буало-Нарсежак».
Щодо псевдоніму П'єра Еро існує версія, що його взято «на згадку про хлопчика та його риболовлю на річці Нарсежак поблизу села Тома».
Дата початку спільної творчої діяльності «Буало-Нарсежака» — 1951 рік — рік виходу роману «Примарне полювання».
Загалом Буало-Нарсежак створили майже за сорок років понад п'ятдесят детективних романів і повістей. Крім детективів, вони написали 37 «звичайних» романів, 5 романів серії про Арсена Люпена, що продовжують оповідання про пригоди «джентльмена-грабіжника», героя творів Моріса Леблана, 6 романів «для юнацтва», дві збірки оповідань, а також збірку «Узурпація особистостей» (1959). Збірка складається з пастишів (жанр, до якого більше тяжів Нарсежак) на Артура Конан Дойла, Агату Крісті, Еллері Квіна, Дороті Сеєрс, Гілберта Честертона, Рекса Стаута, Леслі Чартеріса та ін.
Буало-Нарсежак виступали теоретиками детективного жанру — так, вони спільно створили літературно-критичні есе під однаковою назвою «Поліцейський роман» (1964 і 1975). Щоправда, останнє має підзаголовок «Машина, створена на догоду читачам».
1966 року есе вийшло книгою. Метою дослідження письменників було не лише простежити історію детективного роману, а й порушити питання про його проблематику, тенденції розвитку, обґрунтувати принципи «психологічного детективу».
За творами Буало-Нарсежака знято чимало фільмів, серед режисерів, що екранізували їхні сюжети в 1950-ті роки — Анрі-Жорж Клузо («Дияволиці») та Альфред Гічкок («Запаморочення»).
1986 року Буало-Нарсежак випустили книгу про свою творчість, яку назвали «Тандем, або Тридцять п'ять років „тривожної напруженості“».
Після того, як помер Буало (16 січня 1989 року), Нарсежак написав ще кілька книг. Помер він 7 червня 1998 року у Ніцці незадовго до 90-го дня народження.

## Вибрана бібліографія

### П'єр Буало
- Тремтячий П'єр фр. La Pierre qui tremble. Париж: Éditions de France. — Серія À ne pas lire la nuit. — № 36. — 1934.
- фр. La Promenade de minuit, Paris, Éditions de France. — Серія À ne pas lire la nuit № 50. — 1934.
- Відпочинок Вакха фр. Le Repos de Bacchus. Париж: Librairie des Champs-Élysées. — Серія Le Masque. — № 252. — 1938.
- Шість злочинів без убивці фр. Six crimes sans assassin. Париж: Éditions de France. — Серія À ne pas lire la nuit. — № 134. — 1939.
- Три клошари фр. Les Trois Clochards. Париж: Fayard. — 1945.
- Убивця приходить із порожніми руками фр. L'assassin vient les mains vides. — France-Soir. — 1945.
- Побачення в Пассі фр. Les Rendez-vous de Passy. Париж: Librairie des Champs-Élysées. — Серія Le Masque № 398. — 1951.

### Тома Нарсежак
- фр. L'assassin de minuit, Париж: Athéné. — Серія La Mauvaise Chance № 3. — 1945.
- фр. La police est dans l'escalier, Париж: Portulan. — Серія La Mauvaise Chance № 16. — 1946.
- Естетика детективного жанру. — 1947.
- фр. La Nuit des angoisses, Париж: S.E.P.E. — Серия Le Labyrinthe. — 1948.
- Смерть у від'їзді фр. La mort est du voyage, Париж: Librairie des Champs-Élysées, Серія Le Masque № 355. — 1948.
- фр. Faut qu'ça saigne, Париж: Édition Scorpion. — Серія Les Gants noirs. — 1948, у співавт. із Terry Stewart.
- фр. Slim entre en scène, Париж: Amiot-Dumont. — Серія L'As de pique № 2. — 1949, у співавт. із Terry Stewart під псевд. John Silver Lee.
- фр. Slim n'aime pas le mélo, Париж: Amiot-Dumont. — Серія L'As de pique № 4. — 1949.
- фр. Le ciel est avec Slim, Париж: Amiot-Dumont. — Серія L'As de pique № 6. — 1949.
- фр. La Colère de Slim, Париж: Amiot-Dumont. — Серія L'As de pique № 9. — 1949.
- фр. Slim a le cafard, Париж: Amiot-Dumont. — Серія L'As de pique № 11. — 1949.
- фр. Slim chez Tito, Париж: Portulan. — Серія L'Empreinte. — 1950.
- фр. Slim et les soucoupes volantes, Париж: Portulan. — Серія L'Empreinte. — 1950.
- фр. Le Goût des larmes або фр. Dix de der, Париж: Portulan. — Серія L'Empreinte. — 1950.
- фр. Le Mauvais Cheval, Париж: Presses de la Cité. — 1951.
- фр. Liberty Ship, Париж: Presses de la Cité. — 1952.
- фр. Une seule chair, Париж: Presses de la Cité. — 1954.
- фр. Le Grand Métier, Париж: Presses de la Cité. — 1955.
- фр. Libertalia ou le Pirate de Dieu, Париж: Presses de la Cité. — 1979.

### Спільні твори
| Рік  | Оригінальна назва                                         | Назва                     | Тип | Екранізація                                              |
| ---- | --------------------------------------------------------- | ------------------------- | --- | -------------------------------------------------------- |
| 1951 | L'ombre et la proie                                       | Примарне полювання        |     |                                                          |
| 1952 | Celle qui n'était plus                                    | Та, якої не стало         |     | Дияволиці (1954) Коло приречених (1991) Дияволиці (1996) |
| 1953 | Les Visages de l'ombre                                    | Обличчя в тіні            |     | Faces in the Dark (1960)                                 |
| 1954 | D'entre les morts                                         | Зі світу мертвих          |     | Запаморочення                                            |
| 1955 | Les Louves                                                | Вовчиці                   |     | Les Louves (1986, т/ф) Вовчиці (1992)                    |
| 1956 | Le Mauvais Œil                                            | Погане око                |     |                                                          |
| 1957 | Au bois dormant                                           | Замок сплячої красуні     |     | Au bois dormant (1975, т/ф)                              |
| 1957 | Les magiciennes                                           | Фокусниці                 |     | Les Magiciennes (1960)                                   |
| 1958 | L'ingénieur aimait trop les chiffres                      | Інженер надто любив цифри |     | L'ingénieur aimait trop les chiffres (1989, т/ф)         |
| 1959 | A coeur perdu                                             | Із серцем не в ладу       |     | Meurtre en 45 tours (1960) Meurtre en musique (1994)     |
| 1959 | Usurpation d'identité                                     | Узурпація особистостей    | зб. |                                                          |
| 1961 | Malefices                                                 | Закляття                  |     | Maléfices (1962)                                         |
| 1962 | Maldonne                                                  | Непорозуміння             |     | Madlonne (1969)                                          |
| 1964 | Les victimes                                              | Жертви                    |     | Les Victimes (1996)                                      |
| 1964 | Le Roman policier (essai théorique sur le genre policier) | Полиційний роман          | есе |                                                          |
| 1965 | Et mon tout est l'homme                                   | Людина-шарада             |     | Body Parts (1991)                                        |
| 1967 | La mort a dit: peut-etre                                  | Смерть сказала: можливо   |     |                                                          |
| 1968 | Telecrime                                                 | Убивство на відстані      |     |                                                          |
| 1969 | Delirium                                                  | Біла гарячка              |     |                                                          |
| 1969 | La porte du large                                         | Морські ворота            |     |                                                          |
| 1970 | L'ile                                                     | Острів                    |     |                                                          |
| 1970 | Les veufs                                                 | Вдівці                    |     | Entangled (1993)                                         |
| 1972 | La vie en miettes                                         | Життя вщент               |     | La Vie en miettes (2011, т/ф)                            |
| 1973 | Operation Primevere                                       | Операція Примула          |     |                                                          |
| 1974 | Frere Judas                                               | Брат Юда                  |     |                                                          |
| 1975 | La tenaille                                               | В лещатах                 |     |                                                          |
| 1976 | La lepre                                                  | Проказа                   |     |                                                          |
| 1979 | Carte vermeille                                           | На схилі літ              |     |                                                          |
| 1980 | L'age bete                                                | Шалений вік               |     | Comme un homme (2012)                                    |
| 1980 | Les intouchables                                          | Недоторканні              |     |                                                          |
| 1981 | Terminus                                                  | Кінцева зупинка           |     |                                                          |
| 1981 | Box-office                                                | Улюбленець глядачів       |     |                                                          |
| 1982 | Mamie                                                     | Тітонька                  |     |                                                          |
| 1984 | Les eaux dormantes                                        | Сплячі води               |     | Les Eaux dormantes (1992)                                |
| 1984 | La derniere cascade                                       | Останній трюк каскадера   |     |                                                          |
| 1985 | Schuss                                                    | Старт                     |     |                                                          |
| 1987 | Mister Hyde                                               | Містер Гайд               |     |                                                          |
| 1988 | Champs clos                                               | Замкнутий простір         |     |                                                          |
| 1989 | J'ai été un fantôme                                       | Я була привидом           |     |                                                          |
| 1990 | Le soleie dans la main                                    | Сонце в руці              |     |                                                          |
| 1988 | Le contract                                               | Контракт                  |     |                                                          |
| 1990 | Bonsai                                                    | Бонсай                    |     |                                                          |
| 1991 | La Main Passe                                             | Спритність рук            |     | La main passe (2012, т/ф)                                |
| 1991 | Les Nocturnes                                             | Ноктюрни                  |     |                                                          |